# Sátira política

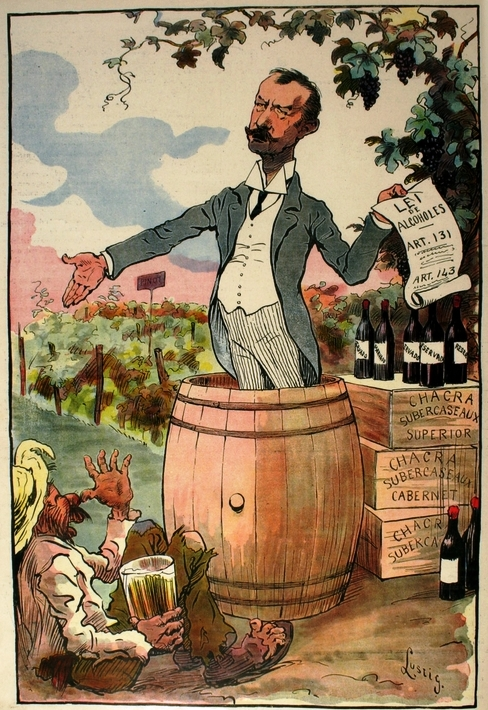
Caricatura de Ramón Subercaseaux en revista Zig-Zag (1906). Acompaña la imagen el siguiente texto:
—¡Guerra a muerte al alcoholismo,
en cuyo afrentoso abismo
vamos a caer de bruces!
El borracho, entre dos luces:
—Este futre está lo mismo
que el diablo vendiendo cruces.

La sátira política es un tipo de sátira que se especializa en entretener a partir de la política, los políticos y los asuntos públicos. También se ha usado con intención subversiva donde el discurso político y la disensión están prohibidas por un régimen, como método de suscitar debates políticos allí donde este tipo de argumentos están expresamente prohibidos.
La sátira política suele distinguirse de la protesta política o el disentimiento político, ya que no necesariamente implica una intención oculta ni busca influir en el proceso político. Si bien ocasionalmente puede hacerlo, lo más común es que simplemente busque entretener. Por su propia naturaleza, rara vez ofrece un punto de vista constructivo por sí misma; cuando se usa como parte de una protesta o disentimiento, tiende simplemente a establecer el error de las cosas, más que proporcionar soluciones.
Debido a la forma exagerada de estas parodias, los programas de noticias satíricos pueden influir de manera más efectiva en sus audiencias para que crean en ideas específicas al enfatizar en exceso los defectos del tema criticado. Esto puede ser muy perjudicial para la reputación de figuras públicas u organizaciones, ya que la sátira las enmarca de una manera cómica.

## Historia
La sátira puede rastrearse a lo largo de la historia; allí donde ha existido un gobierno organizado o categorías sociales, ha habido sátira.
El ejemplo más antiguo que ha sobrevivido hasta hoy es Aristófanes. En su época, la sátira apuntaba a los políticos de alto nivel, como Cleón, y a la religión, encabezada por Zeus. La sátira y la burla atacaron progresivamente incluso los hechos fundamentales y más sagrados de la fe, lo que llevó a un aumento de las dudas sobre la religión por parte de la población en general. En el periodo romano se produjeron los poemas satíricos y epigramas de Marcial, mientras que los filósofos cínicos solían practicar la sátira política. 
Debido a la falta de libertad de expresión política en muchas civilizaciones antiguas, la sátira encubierta es más común que la sátira abierta en la literatura antigua del liberalismo político. Históricamente, la opinión pública en la democracia ateniense se vio notablemente influenciada por la sátira política que representaban los poetas cómicos en los teatros.  Desde la antigüedad, ver o leer sátira se ha considerado una de las mejores formas de comprender una cultura y una sociedad.
Durante los siglos XX y XXI, la sátira se ha encontrado en un número cada vez mayor de medios (en caricaturas políticas con gran carga caricaturesca y exageración, así como revistas políticas) junto a la exposición paralela de escándalos políticos en espectáculos (incluidos programas de televisión). Algunos ejemplos incluyen músicos como Tom Lehrer, que incorporaba letras que apuntaban al ejército y la iglesia, grupos de espectáculos en vivo como Capitol Steps y Montana Logging and Ballet Co., y la televisión pública y el artista en vivo Mark Russell, que hacía comentarios satíricos tanto a demócratas como a republicanos. Otros subgéneros incluyen clásicos literarios como Los viajes de Gulliver y Rebelión en la granja, y más recientemente, revistas digitales en línea y fuentes de sitios web como The Onion.

## Ejemplos conocidos de sátira política
Una de las primeras y más conocidas obras de sátira política es el poema de Dante Alighieri titulado Divina comedia (c. 1308-1320). En esta poema, Dante sugiere que los políticos florentinos de la época deberían viajar al infierno. Otra forma conocida de sátira política a través del teatro es la obra Ricardo II de William Shakespeare, que criticaba la política y las figuras de autoridad de la época. Bajo ciertas lecturas, varias obras de Shakespeare pueden verse (o al menos interpretarse) como sátira, entre ellas Ricardo III y El mercader de Venecia. Otras obras posteriores, como el ensayo Una modesta proposición de Jonathan Swift, son más directamente satíricas.
Un ejemplo de sátira política del siglo XIX es el panfleto El diálogo en el infierno entre Maquiavelo y Montesquieu (Dialogue aux enfers entre Machiavel et Montesquieu), obra de Maurice Joly publicada en Bruselas en 1864, en el que ataca las ambiciones políticas de Napoleón III. La obra usa el recurso literario de un diálogo entre dos conspiradores diabólicos en el infierno, los personajes históricos de Maquiavelo y Montesquieu, para encubrir un ataque directo e ilegal al gobierno de Napoleón. El noble barón Montesquieu defendía el liberalismo; el escritor político florentino Maquiavelo exponía los argumentos a favor del despotismo cínico. De esta manera, Joly comunicaba las formas secretas en que el liberalismo podía generar un déspota como Napoleón III.
Según George Santayana, el filósofo alemán Friedrich Nietzsche era en realidad "un satírico entusiasta". La "sátira de Nietzsche" estaba dirigida al luteranismo.
En el siglo XX puede citarse Rebelión en la Granja. Durante este siglo, la sátira se trasladó desde los medios impresos a los audiovisuales como la televisión. 